# Harry „Hap“ Holmes Memorial Award
Hap Holmes Memorial Award je trofej|| která je udělována každoročně hokejovým brankářům mužstva American Hockey League|| které inkasovalo za základní část nejméně branek ze soutěže. Podmínkou pro zisk trofeje je|| že brankář nastoupí za klub alespoň v 25 utkáních v základní části daného ročníku.
Do roku 1972 bylo podmínkou odchytat alespoň 50 % utkání základní části. Trofej je udělována od sezóny 1947/48 a je pojmenována po legendárním brankáři Hapu Holmesovi.
Držiteli trofeje jsou mimo jiné i čeští hokejisté Martin Prusek (2002) a Milan Hnilička (2000).

## Vítězové
| Harry „Hap“ Holmes Memorial Award - (nejméně branek v základní části AHL) |                                                     |                                |
| Sezóna                                                                    | Brankář                                             | Tým                            |
| 2022/23                                                                   | Dustin Wolf                                         | Calgary Wranglers              |
| 2021/22                                                                   | Alex Lyon                                           | Chicago Wolves                 |
| 2020/21                                                                   | Phoenix Copley a Zach Fucale                        | Hershey Bears                  |
| 2019/20                                                                   | Troy Grosenick a Connor Ingram                      | Milwaukee Admirals             |
| 2018/19                                                                   | Eddie Pasquale                                      | Syracuse Crunch                |
| 2017/18                                                                   | Garret Sparks a Calvin Pickard                      | Toronto Marlies                |
| 2016/17                                                                   | Tristan Jarry a Casey DeSmith                       | Wilkes-Barre/Scranton Penguins |
| 2015/16                                                                   | Peter Budaj                                         | Ontario Reign                  |
| 2014/15                                                                   | Matt Murray a Jeff Zatkoff                          | Wilkes-Barre/Scranton Penguins |
| 2013/14                                                                   | Jeff Deslauriers a Eric Hartzell                    | Wilkes-Barre/Scranton Penguins |
| 2012/13                                                                   | Brad Thiessen a Jeff Zatkoff                        | Wilkes-Barre/Scranton Penguins |
| 2011/12                                                                   | Ben Scrivens                                        | Toronto Marlies                |
| 2010/11                                                                   | Brad Thiessen a John Curry                          | Wilkes-Barre/Scranton Penguins |
| 2009/10                                                                   | Cédrick Desjardins a Curtis Sanford                 | Hamilton Bulldogs              |
| 2008/09                                                                   | Cory Schneider                                      | Manitoba Moose                 |
| 2007/08                                                                   | Nolan Schaefer a Barry Brust                        | Houston Aeros                  |
| 2006/07                                                                   | Jason LaBarbera                                     | Manchester Monarchs            |
| 2005/06                                                                   | Dany Sabourin                                       | Wilkes-Barre/Scranton Penguins |
| 2004/05                                                                   | Jason LaBarbera a Steve Valiquette                  | Hartford Wolf Pack             |
| 2003/04                                                                   | Wade Dubielewicz a Dieter Kochan                    | Bridgeport Sound Tigers        |
| 2002/03                                                                   | Marc Lamothe a Joey MacDonald                       | Grand Rapids Griffins          |
| 2001/02                                                                   | Martin Prusek, Simon Lajeunesse a Mathieu Chouinard | Grand Rapids Griffins          |
| 2000/01                                                                   | Mika Noronen a Tom Askey                            | Rochester Americans            |
| 1999/00                                                                   | Milan Hnilička a Jean-Francois Labbe                | Hartford Wolf Pack             |
| 1998/99                                                                   | Martin Biron a Tom Draper                           | Rochester Americans            |
| 1997/98                                                                   | Jean-Sébastien Giguère a Tyler Moss                 | Saint John Flames              |
| 1996/97                                                                   | Jean-Francois Labbe                                 | Hershey Bears                  |
| 1995/96                                                                   | Manny Legace a Scott Langkow                        | Springfield Falcons            |
| 1994/95                                                                   | Mike Dunham a Corey Schwab                          | Albany River Rats              |
| 1993/94                                                                   | Olaf Kölzig a Byron Dafoe                           | Portland Pirates               |
| 1992/93                                                                   | Corey Hirsch a Boris Rousson                        | Binghamton Rangers             |
| 1991/92                                                                   | David Littman                                       | Rochester Americans            |
| 1990/91                                                                   | David Littman a Darcy Wakaluk                       | Rochester Americans            |
| 1989/90                                                                   | Jean-Claude Bergeron a Andre Racicot                | Sherbrooke Canadiens           |
| 1988/89                                                                   | Randy Exelby a Francois Gravel                      | Sherbrooke Canadiens           |
| 1987/88                                                                   | Vincent Riendeau a Jocelyn Perreault                | Sherbrooke Canadiens           |
| 1986/87                                                                   | Vincent Riendeau                                    | Sherbrooke Canadiens           |
| 1985/86                                                                   | Sam St. Laurent a Karl Friesen                      | Maine Mariners                 |
| 1984/85                                                                   | Jon Casey                                           | Baltimore Skipjacks            |
| 1983/84                                                                   | Brian Ford                                          | Fredericton Express            |
| 1982/83                                                                   | Brian Ford a Clint Malarchuk                        | Fredericton Express            |
| 1981/82                                                                   | Bob Janecyk a Warren Skorodenski                    | New Brunswick Hawks            |
| 1980/81                                                                   | Pelle Lindbergh a Robbie Moore                      | Maine Mariners                 |
| 1979/80                                                                   | Rick St. Croix a Robbie Moore                       | Maine Mariners                 |
| 1978/79                                                                   | Pete Peeters a Robbie Moore                         | Maine Mariners                 |
| 1977/78                                                                   | Bob Holland a Maurice Barrett                       | Nova Scotia Voyageurs          |
| 1976/77                                                                   | Ed Walsh a Dave Elenbaas                            | Nova Scotia Voyageurs          |
| 1975/76                                                                   | Ed Walsh a Dave Elenbaas                            | Nova Scotia Voyageurs          |
| 1974/75                                                                   | Ed Walsh a Dave Elenbaas                            | Nova Scotia Voyageurs          |
| 1973/74                                                                   | Jim Shaw a Dave Elenbaas                            | Nova Scotia Voyageurs          |
| 1972/73                                                                   | Michel Larocque a Michel Deguise                    | Nova Scotia Voyageurs          |
| 1971/72                                                                   | Dan Bouchard a Ross Brooks                          | Boston Braves                  |
| 1970/71                                                                   | Gary Kurt                                           | Cleveland Barons               |
| 1969/70                                                                   | Gilles Villemure                                    | Buffalo Bisons                 |
| 1968/69                                                                   | Gilles Villemure                                    | Buffalo Bisons                 |
| 1967/68                                                                   | Bobby Perreault                                     | Rochester Americans            |
| 1966/67                                                                   | Andre Gill                                          | Hershey Bears                  |
| 1965/66                                                                   | Les Binkley                                         | Cleveland Barons               |
| 1964/65                                                                   | Gerry Cheevers                                      | Rochester Americans            |
| 1963/64                                                                   | Roger Crozier                                       | Pittsburgh Hornets             |
| 1962/63                                                                   | Denis DeJordy                                       | Buffalo Bisons                 |
| 1961/62                                                                   | Marcel Paille                                       | Springfield Indians            |
| 1960/61                                                                   | Marcel Paille                                       | Springfield Indians            |
| 1959/60                                                                   | Ed Chadwick                                         | Rochester Americans            |
| 1958/59                                                                   | Bobby Perreault                                     | Hershey Bears                  |
| 1957/58                                                                   | Johnny Bower                                        | Cleveland Barons               |
| 1956/57                                                                   | Johnny Bower                                        | Providence Reds                |
| 1955/56                                                                   | Gil Mayer                                           | Pittsburgh Hornets             |
| 1954/55                                                                   | Gil Mayer                                           | Pittsburgh Hornets             |
| 1953/54                                                                   | Gil Mayer                                           | Pittsburgh Hornets             |
| 1952/53                                                                   | Gil Mayer                                           | Pittsburgh Hornets             |
| 1951/52                                                                   | Johnny Bower                                        | Cleveland Barons               |
| 1950/51                                                                   | Gil Mayer                                           | Pittsburgh Hornets             |
| 1949/50                                                                   | Connie Dion                                         | Buffalo Bisons                 |
| 1948/49                                                                   | Baz Bastien                                         | Pittsburgh Hornets             |
| 1947/48                                                                   | Baz Bastien                                         | Pittsburgh Hornets             |